# Collegiata di San Michele Arcangelo (Città Sant'Angelo)
La collegiata di San Michele Arcangelo è un edificio religioso che si trova a Città Sant'Angelo, in provincia di Pescara e arcidiocesi di Pescara-Penne.

## Storia

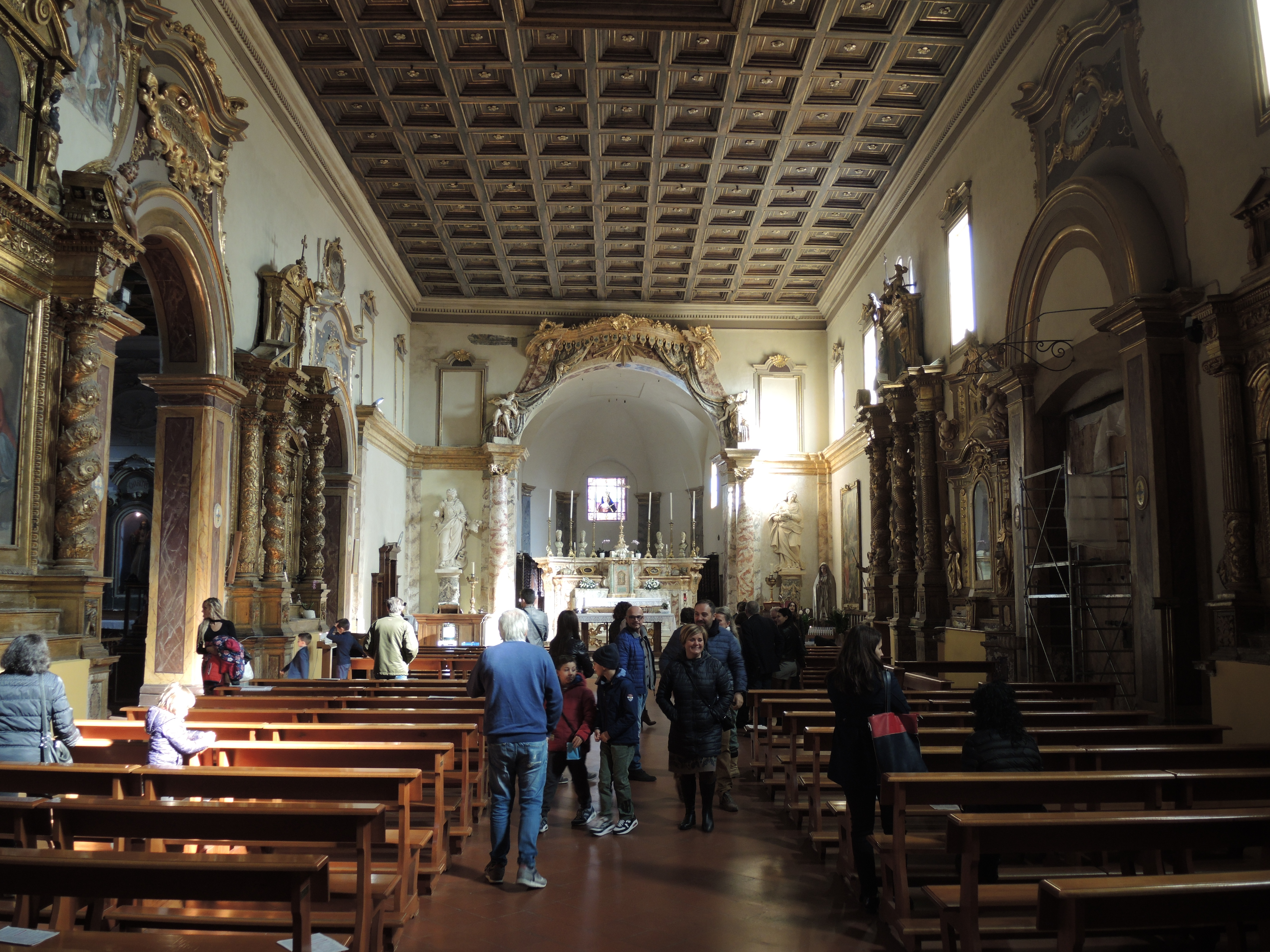
Interno

L’attuale collegiata di San Michele Arcangelo sorge su una precedente costruzione del IX secolo. Ricostruita nel XIV secolo, assunse il titolo di collegiata nel 1353.
La chiesa venne ampliata nel Rinascimento. Il campanile, caratterizzato da una base quadrata e sormontato da un tamburo poligonale dotato di cuspide, fu restaurato dopo il terremoto del 1702.

## Architettura

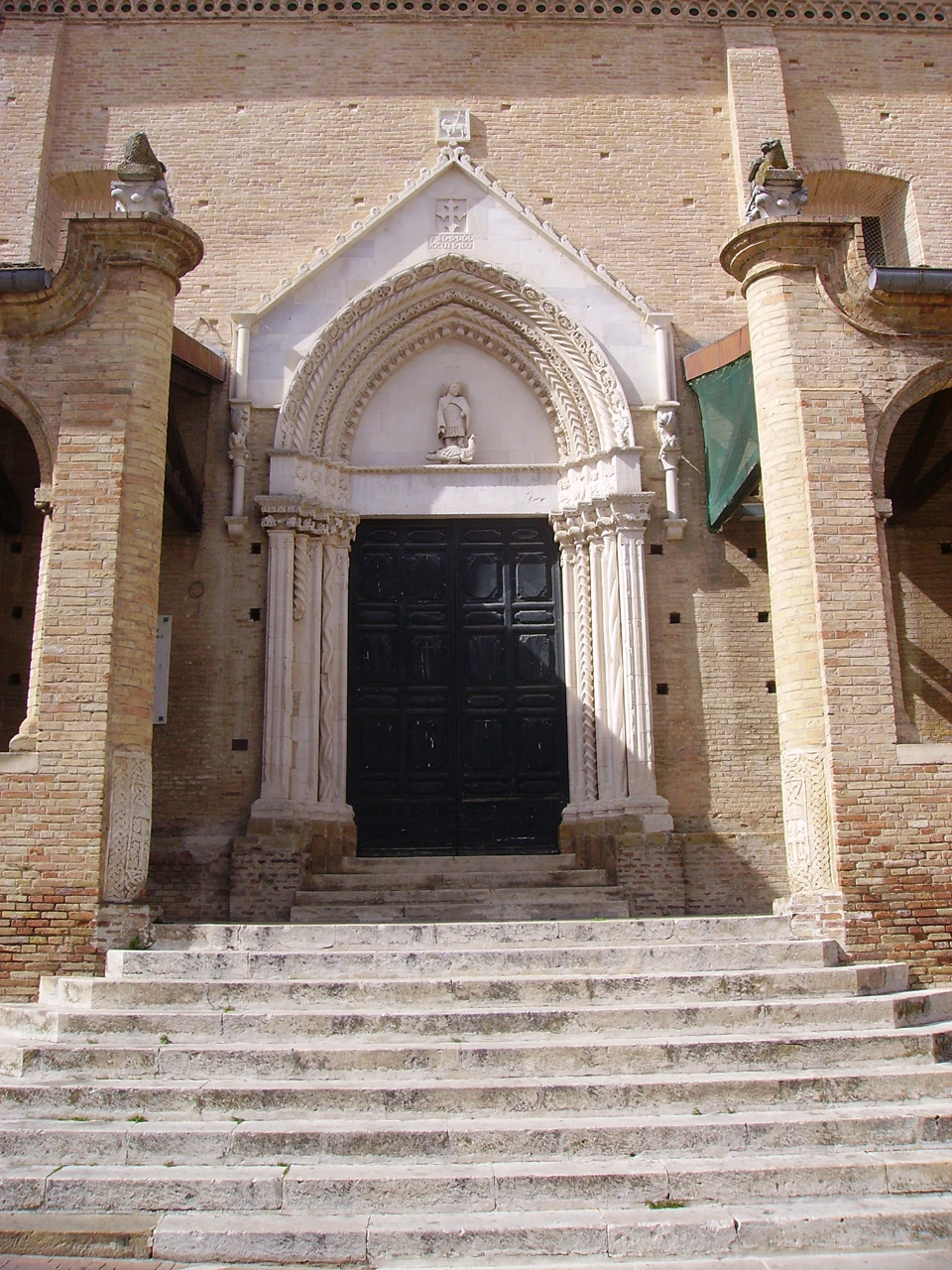
Portale

La torre campanaria si erge di lato della facciata principale della chiesa, mentre il fianco destro è coperto da un porticato del XV secolo costituito da colonne che sorreggono arcate ogivali. La torre campanaria ha un’altezza di 47 metri, uguale alla lunghezza del porticato. Dalle lapidi poste sulla torre è possibile far risalire sua costruzione al 1425, ricostruita nel 1709 dopo il terremoto del 1706.
Nell'apertura centrale del porticato si trova il portale del 1326, data presente sull'archivolto, con l'immagine dell’Arcangelo Michele nella lunetta. Alla base dei pilastri d’ingresso della scalinata si trovano due plutei di pietra, proveniente da un ambone datato tra VII e VIII secolo .
Secondo l'ipotesi di Ignazio Carlo Gavini, uno dei primi studiosi dell'architettura medievale d'Abruzzo, la gradinata ha occupato lo spazio destinato alla primitiva navata terza, poi ristretta.

### Il portale gotico
Il portale ogivale del 1326, decorato da una ghimberga triangolare e da modanature a colonne tortili, con nella lunetta il bassorilievo di San Michele che brandisce la spada contro il drago, secondo lo studioso Francesco Gandolfo, il portale sarebbe stato realizzato dal celebre scultore lancianese Francesco Petrini, che firmò il portale della chiesa collegiata di Santa Maria Maggiore di Lanciano, in virtù di alcune affinità tra la scultura dell'arcangelo Michele posto al centro della lunetta e il repertorio scultoreo lancianese con la Crocifissione.
Altri studiosi invece ritengono che il portale venne realizzato dagli architetto della facciata del Duomo di Santa Maria in Atri, Raimondo di Poggio, benché le caratteristiche siano abbastanza diverse col portale di Atri; l'opera è una delle espressioni maggiori dell'architettura proto-gotica abruzzese, si distingue però dal modello atriano per la cornice ad arcate e archivolti che abbandona il sesto tondo tardo romanico, andando verso lo stile più moderno ad ogiva del gotico.
Sono altresì degni di nota i plutei in pietra, posti alla base dei pilastri di ingresso terminanti a capitelli fogliati, che potrebbero provenire da un ambone della chiesa dell'VIII secolo

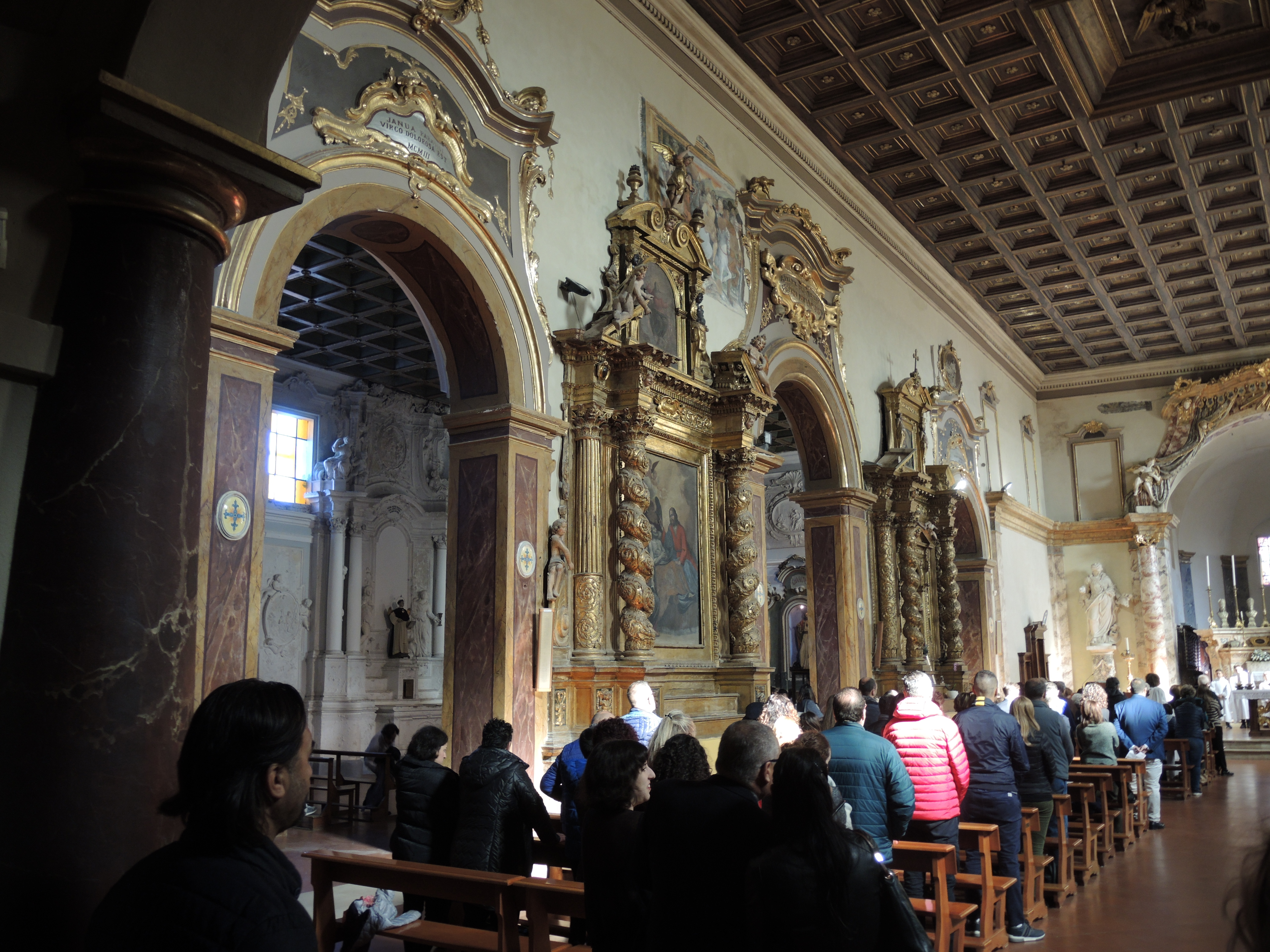
Interno della collegiata

### Il campanile
Il simbolo della chiesa è la torre campanaria realizzata in laterizio, il cui progetto è attribuito ad Antonio da Lodi, che realizzò anche altre "torri sorelle" nella provincia di Teramo, come quella del Duomo di Teramo stessa, del duomo di Atri, della chiesa di Santa Maria in Platea a Campli, della chiesa di Sant'Agostino di Penne e di quella degli Agostiniani ad Atri, della chiesa santuario del Sabato Santo a Corropoli, e infine del Duomo di Chieti dedicato a San Giustino; anche se il tamburo è stato in parte rifatto nel XIX secolo dopo i danni del sisma dell'Aquila del 1703. Anche il campanile di Città Sant'Angelo ha subito dei restauri a causa dei gravi terremoti del 1456, poiché la torre fu completata nel 1425, e di quello dell'Aquila del 1703, cui seguì l'altro grande terremoto di Sulmona del 1706. Sicché la torre venne ripristinata nella parte superiore nel 1709, e lavori di rifacimento vennero apportati dalle maestranze napoletane anche all'interno della collegiata. La torre ha le principali caratteristiche delle torri sorelle del teramano: pianta quadrangolare con cella campanaria, sovrastata da un tamburo ottagonale le cui facciate sono ornate da finestrelle bifore o monofore, sovrastate da decorazioni a scodelle di maiolica policroma, ed infine in cima una slanciata cuspide ottagonale.
Attualmente il campanile è ingabbiato perché danneggiato dal terremoto di Amatrice del 2016.

## Interni

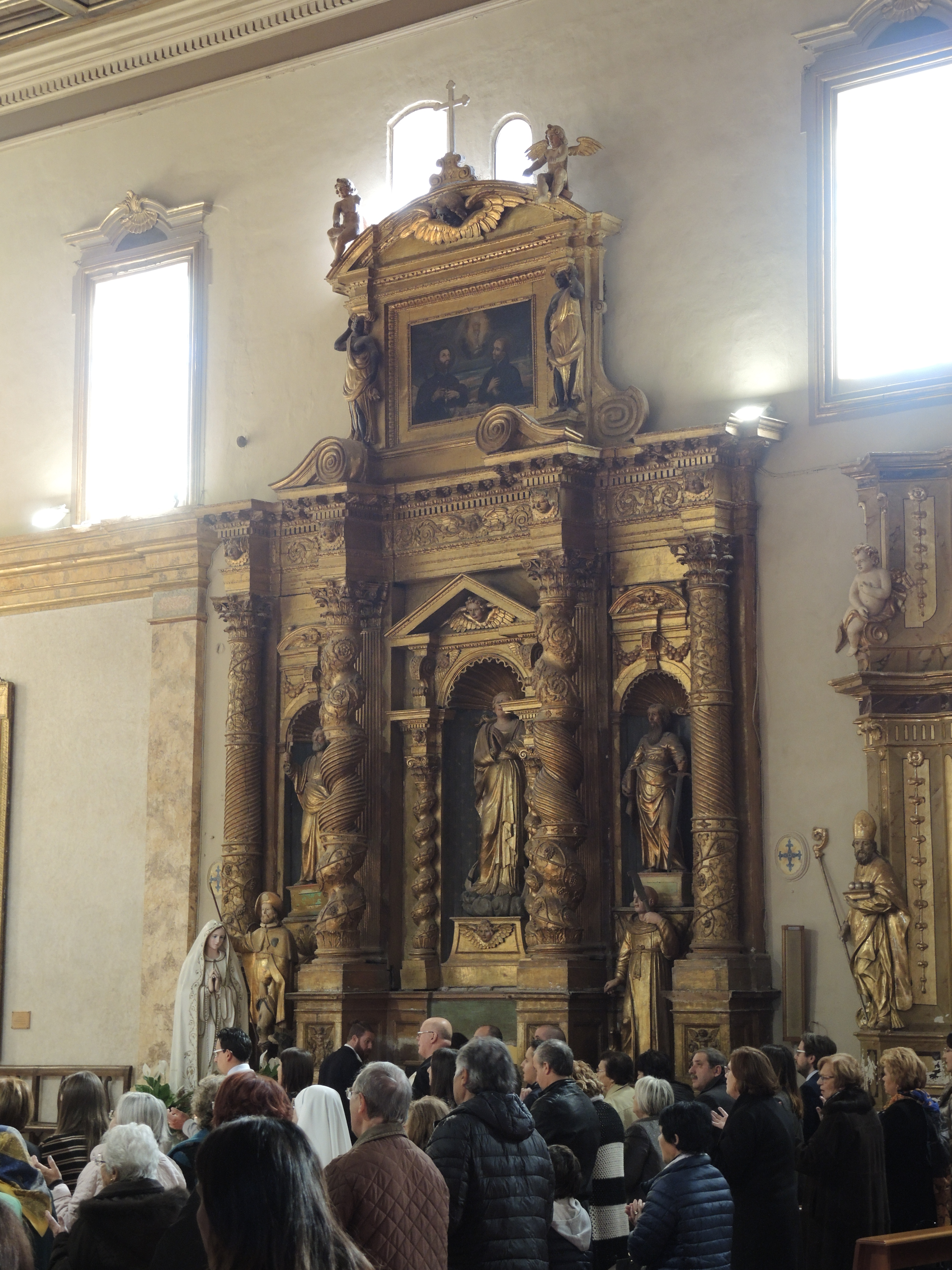
Altare privilegiato della Madonna della Purità

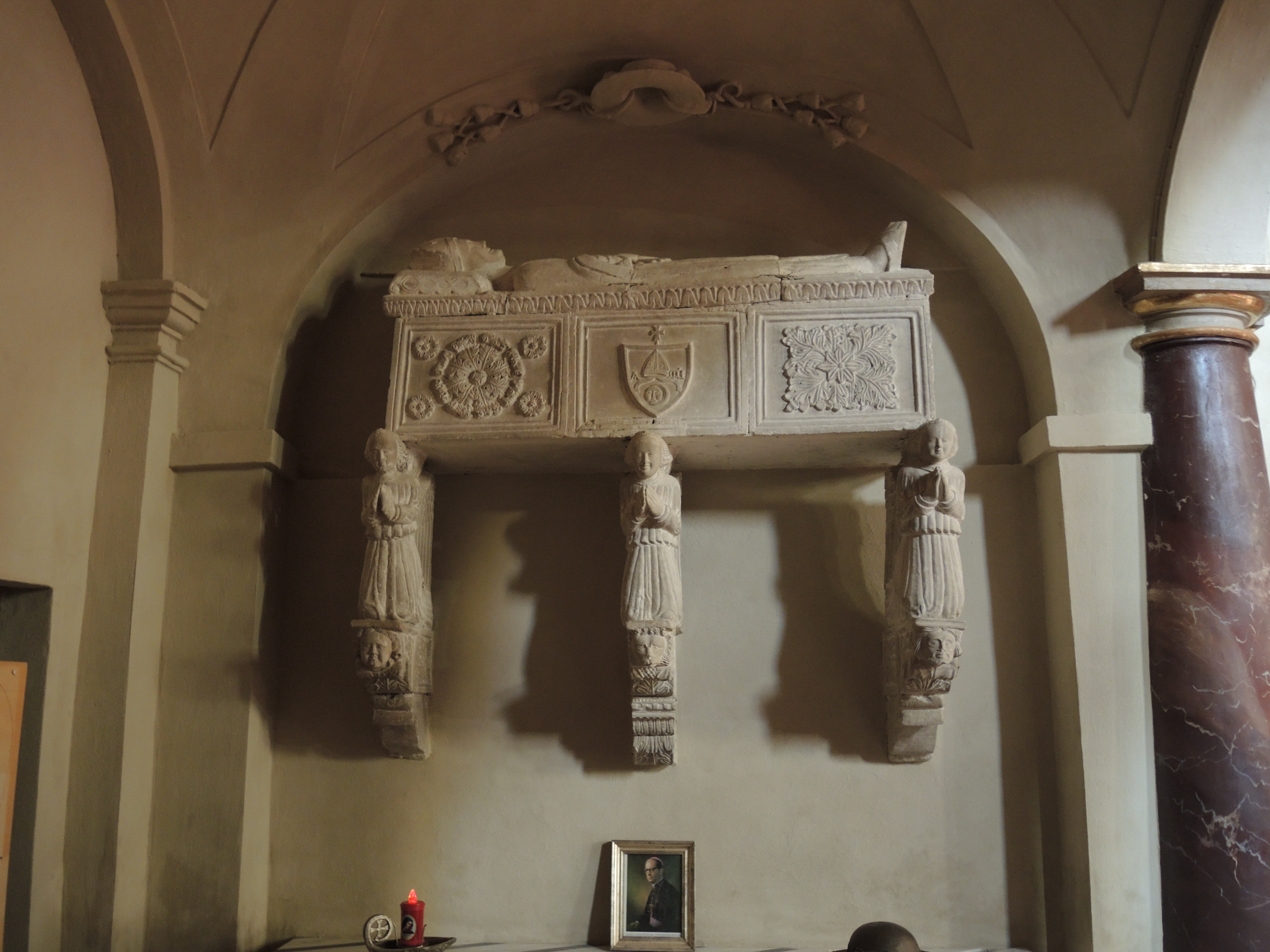
Monumento funebre al vescovo Amico di Buonamicizia

L'interno della chiesa ha pianta rettangolare senza transetto, divisa in due navate: il soffitto a cassettoni è stato ripristinato nel 1911 da maestranze locali, nascondendo quello originale a capriate lignee con gli affreschi trecenteschi attribuiti al Maestro di Offida, di cui restano dei quadri all'interno della chiesa ritraenti le storie della vita di Gesù.
Nella stessa navata maggiore di San Michele si ammirano: la statua lignea del santo (XIV secolo), la statua in terracotta policroma della Madonna delle Grazie, dietro l'altare maggiore un prezioso coro ligneo intagliato con leggio, eseguito dall'ebanista angolano Giuseppe Monti nel XVII secolo; da apprezzare cinque grandi cappelle laterali in legno dorato e intagliato, risalenti al XVII secolo, di cui il migliore è quello della Madonna della Purità, restaurato nel 2006, realizzato nel 1611 dal pittore ortonese Tommaso Alessandrino. Di questo autori si conservano anche pregevoli tele, di cui una ritraente la Madonna del Carmine, conservata nella chiesa di San Francesco d'Assisi al corso.
I tabernacoli lignei a macchina templare, con colonne tortili, nicchie per i santi o le tele, e tempietto ridotto sulla sommità, provengono da una scuola di influenza marchigiana, attiva nell'area pescarese-pennese, e nell'area teramana. Altri tabernacoli sono quelli di San Gaetano, di San Federico Borromeo, e di San Michele, con monumentale tela di una sacra conversazione. Qui si trova la statua lignea di san Michele che sconfigge il drago, originariamente destinata a un tabernacolo ligneo dagli sportelli decorati con le immagini di san Bartolomeo e santa Giuditta col figlio Quirico, oggi conservato presso L’Aquila, Museo Nazionale d’Abruzzo e assegnato al Maestro del Giudizio di Loreto Aprutino .
La navata a sinistra è divisa da archi su pilastri murari ampi, dove stanno altri tabernacoli. Di interesse presso la navata minore un affresco del XVI secolo della Madonna col Bambino, di tradizione tardo bizantina, ritenuto miracoloso, incassato dentro un ulteriore tabernacolo ligneo posticcio.

### Sarcofago del vescovo Amico di Buonamicizia
Altra pregevole opera è il monumento sepolcrale al vescovo della diocesi di Atri e Penne Amico di Buonamicizia, eseguito nel 1457. L'opera si trova accanto alla controfacciata, presso l'organo antico: è una costruzione in pietra, con il rettangolo centrale della tavola, sorretto da tre angeli oranti, appoggiati sopra mensole riccamente scolpite. Il fronte della cassa è suddiviso in tre riquadri, quello centrale mostra lo stemma del prelato, i laterali decorazioni fitomorfe, mentre sul coperchio è rappresentata la figura giacente del vescovo con le mani giunte sul petto.
Sul fianco destro della cassa pensile è presente la seguente iscrizione: “Principis hic servus nec/ fuit amantior ullus Michaelis in tumulo iace(n)s puritatis Amicus fuls/it innocentie custos / caritatis amator vivus / est populus laudans / sin(e) crimine vitam anno / D(omi)ni Millesimo C/CCCLXVII XV Ind(ictionis)”.